# Mitridat I. od Iberije
Mitridat I. od Iberije (gruz. მითრიდატე I), bio je kralj Iberije u 1. stoljeću, o čijoj vladavini svjedoče Vespazijanova stela i Amazaspov epigram. Gruzijski povjesničar Kiril Tumanov razdoblje njegove vladavine smješta od 58. do 106. godine.
Na arheološkom lokalitetu Armazi u Gruziji pronađena su dva natpisa, na aramejskom i grčkom. Grčki natpi identificira Mitridata I. kao sina "Velikog" Farsmana, što je očito Farsman I. od Iberije iz Tacitovih Anala, u kojem Tacit spominje i samog Mitridata. Kameni natpis na grčkom govori o Mitridatu kao "prijatelju Cezara" i "kralju Iberijaca koji voli Rimljane". Također izvještava da je rimski car Vespazijan utvrdio Armazi za iberijskog kralja 75. godine. Njegova majka bila je neimenovana armenska princeza iz dinastije Artaksida, kći armenskih monarha Tigrana IV. i Erato.

## Srednjovjekovne gruzijske kronike
Mitridata I. se ignorira u srednjovjekovnim gruzijskim kronikama, koje umjesto njega izvještavaju o zajedničkoj vladavini Kartama (Kardzama) i Bartoma (Bratmana), u vrijeme kada je Vespazijanovo uništenje Jeruzalema 70. godine potaknulo val izbjeglih Židova u Iberiju - a potom i njihovih sinova - Farsmana i Kaosa - i unuka - Azorka i Armazela. Nekoliko modernih povjesničara, poput Kirila Tumanova, smatraju iberijsko dvovlašće čistom legendom i "deformiranim sjećanjem na povijesnu vladavinu Mitridata I". Od ovih kraljevskih parova, profesor Giorgi Melikišvili identificira "Azorka" kao moguće lokalno ime Mitridata I., a "Armazel" kao teritorijalni epitet, što na gruzijskom znači " od Armazija".

## Ostali izvori
Postoji još jedan grčki natpis pronađen u Rimu. Ovaj Amazaspov epigram imenuje Amazaspa bratom kralja Mitridata I. od Iberije. Natpis bilježi Amazaspovu smrt kod Nusaybina, dok je pratio cara Trajana u njegovom pohodu na Parte 114. – 117. godine.
Neki moderni znanstvenici poistovjećuju Mitridata I. s kraljem Flavijem Dadesom, poznatim iz jednog grčkog natpisa sa srebrnog posuđa nađenog u Armaziju. O njemu nema spomena u srednjovjekovnoj gruzijskoj pisanoj tradiciji i čini se da je to jedino rimsko ime potvrđeno u iberijskoj vladarskoj kući, što očito ukazuje na to da je posjedovao rimsko državljanstvo. Identifikacija ovog monarha i njegovo mjesto u iberijskoj kraljevskoj dinastiji i dalje ostaje problematična. Mitridata I. naslijedio je njegov sin Amazasp I.